# 러시아-조선민주주의인민공화국-중국 삼합점

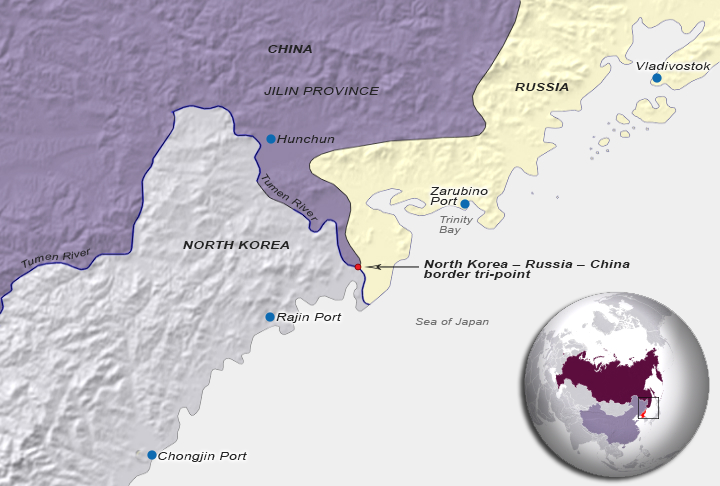
삼합점 지역

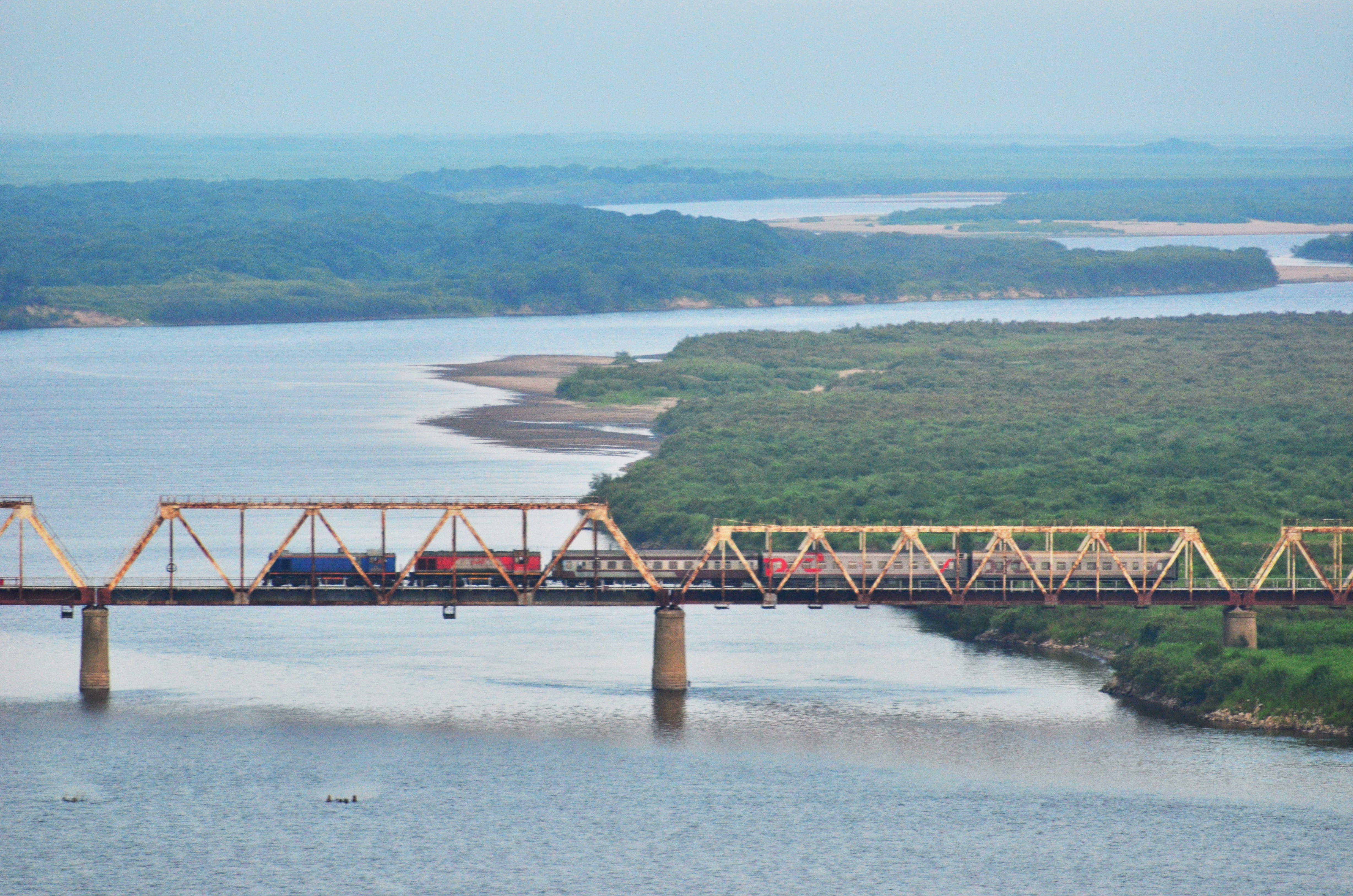
중국 팡촨에서 본 조선-러시아 우정의 다리

러시아-조선민주주의인민공화국-중국 삼합점은 조중 국경, 조러 국경, 중러 국경이 교차하는 삼합점이다. 이곳에서 조선-러시아 우정의 다리로부터 약 500미터 상류에 있는 두만강과 러시아 하산 마을에서 약 2,000미터 아래에 있다.

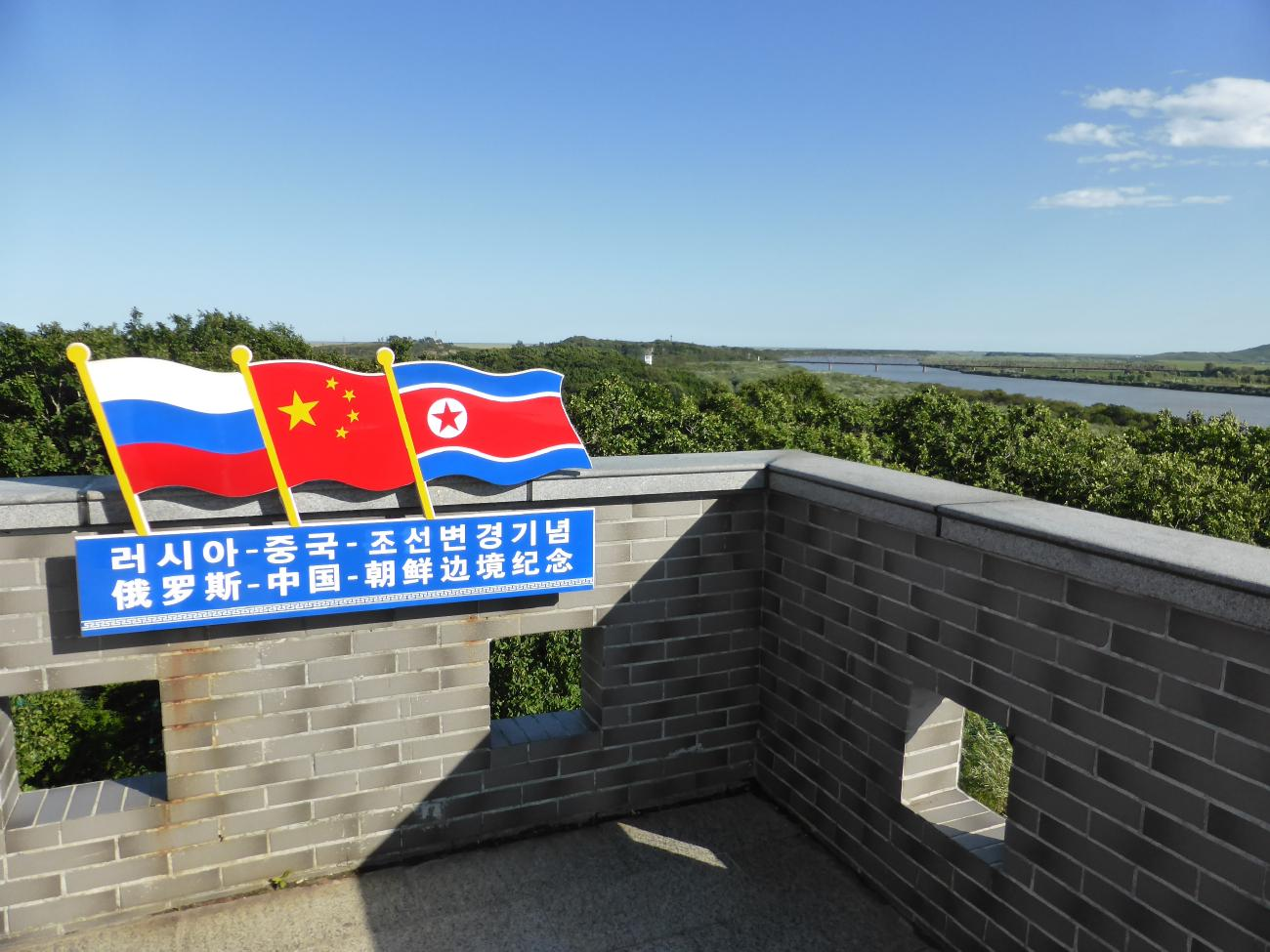
중국 팡촨에 있는 중국-북한-러시아 삼합점 기념관

## 지점
1985년 조약에는 세 개의 화강암 비석이 명시되어 있으며, 이는 "러시아-중국 국가 국경의 국경 표지판 423번부터 강 양쪽 제방 사이의 두만강 주요 수로 중앙의 선까지 수직으로 이어지는 직선"으로 정의되어 있다.
- 경계선 지점 423번, 중-러 국경 (제1조약 1; 강둑 좌안) - 북위 42° 25′ 10.2″ 동경 130° 38′ 17.7″ / 북위 42.419500°  동경 130.638250°  (평양 기준)  북위 42° 25′ 11″ 동경 130° 38′ 21″ / 북위 42.419787°  동경 130.639275°  (WGS-84)
- 북한 국경선 비석 (제2조약; 강둑 우안) - 북위 42° 24′ 59.5″ 동경 130° 38′ 06.5″ / 북위 42.416528°  동경 130.635139°
- 러시아 국경선 비석 (제3조약 3; 강둑 좌안) - 확인이 필요함

## 상세
러시아와 북한의 지상 경계는 두만강과 두만강 하구의 항행 수로의 중앙선을 따라 뻗어 있으며, 해상 경계는 동해에서 양국의 영해를 구분하고 있다.
조선민주주의인민공화국와 소련 간 국경 조약은 1985년 4월 17일에 체결됐다. 별도의 3국 조약은 북한, 중국, 러시아의 국경의 삼합점 위치를 명시한다. 북한-러시아 및 중국-북한 국경은 두만강 중앙을 따라 위치하고, 중국-러시아 국경은 북쪽에서 육로를 통해 교차점에 이른다. 이론적으로 삼합점은 두만강 한가운데에 있기 때문에 국경 기념물을 설치하는 것이 불가능하기 때문에 이 협정은 대신 각국이 강둑에 국경 기념물을 설치하고 해당 기념물에 대해 삼합점의 위치를 결정하도록 규정한다.
러시아 국경의 행정 구역은 연해주 하산스키군, 북한의 라선시, 중국의 팡촨시이다. 이 지역의 주 러시아 국경 경비대 기지는 페샤나야에 위치한다.

### 국경선 vs 국경 지대
다양한 조약들을 해석하면 강에 중국-북한 국경 지대(또는 공동통치령)가 존재한다는 의미일 수 있다. 이 경우 삼각지대는 엄밀히 말하면 세 나라의 주권 영토가 만나는 지점이 아닐 것이다.

### 자료
- Lee, Seok-Woo; Shin, Chang-Hoon (2013), 〈Implications of the border regime between North Korea and China〉,   Paek, C.; Paik, J.H.; Yi, S.; Lee, S.W.; Tan, K., 《Asian Approaches to International Law and the Legacy of Colonialism: The Law of the Sea, Territorial Disputes and International Dispute Settlement》, Routledge research in international law, Routledge, 109–118쪽, ISBN 978-0-415-67978-7

## 추가 자료
- Frank Jacobs (2012년 2월 21일), “Manchurian Trivia”, 《The New York Times》
- Gomà Pinilla, Daniel (March–April 2004), 번역 Peter Brown from the French original, “Border Disputes between China and North Korea: The Yalu and Tumen Rivers, and control of the seas”, 《China Perspectives》 2004 (52), doi:10.4000/chinaperspectives.806 – Open Edition 경유
- China's Territorial and Boundary Affairs – Protocol on Tri-junction of the Boundary between and among China, North Korea and Russia in the Tumen River on June 20, 2002 - 웨이백 머신 (보관됨 2011-07-23) at PRC Ministry of Foreign Affairs
- Rongxing Guo (2009), 《Land and maritime boundary disputes of Asia》, Nova Science, ISBN 9781607416296, item China-Korea (North)-Russia tripoint